# Fritillaria milasensis
Fritillaria milasensis är en liljeväxtart som beskrevs av Teksen och Aytaç. Fritillaria milasensis ingår i Klockliljesläktet och i familjen liljeväxter.
Artens utbredningsområde är Turkiet. Inga underarter finns listade.